# Falerii
Falerii (łac. Faleritanus, wł. Faleri) – stolica historycznej diecezji w Italii.
Falerii Veteres było miastem etruskim znajdującym się nieopodal współczesnego miasta Civita Castellana się w Prowincji Viterbo we Włoszech. Obecnie katolickie biskupstwo tytularne ustanowione w 1966 przez papieża Pawła VI.

## Biskupi tytularni
| Lp. | Biskup             | Funkcja                                | Od               | Do               |
| --- | ------------------ | -------------------------------------- | ---------------- | ---------------- |
| 1   | Orazio Semeraro    | arcybiskup koadiutor Brindisi (Włochy) | 30 kwietnia 1967 | 22 sierpnia 1991 |
| 2   | Adriano Bernardini | nuncjusz apostolski                    | 20 sierpnia 1992 |                  |